# عسكرة اقتصادية
العسكرة الاقتصادية هي الأيديولوجية التي تتضمن استخدام الإنفاق العسكري لدعم الاقتصاد أو استخدام القوة العسكرية لكسب السيطرة أو الوصول إلى الأراضي أو الموارد الاقتصادية الأخرى.

## تاريخ مختصر للمصطلح
يرجع تاريخ أول استخدام مهم} لهذا المصطلح إلى عام 1939 حيث ورد ذكره في كتاب بعنوان الفاشية الألمانية: دراسة في النزعة العسكرية الاقتصادية (Germany Rampant: A Study in Economic Militarism)بقلم إرنست هامبلوش, وهو دبلوماسي بريطاني خدم لفترات طويلة. في رأيه، فإن الفاشية الألمانية «تتبع نهج الفلسفة النازية للشخصيات الأسطورية الألمانية من العصور القديمة.»;
ومنذ صدور هذا الكتاب، ارتبط استخدام هذا المصطلح بالإشارة إلى حضارة الآزتك القديمة والحركات العسكرية في العديد من الثقافات، وينطبق هذا على الجوانب الأيديولوجية والثقافية للدولة أو المجتمع أو الجماعة التي تحافظ على السعي نحو الهيمنة أو الإمبراطورية. ومن أمثلة العسكرة الاقتصادية تطبيق جوزيف كيني لهذا المصطلح على دولة المرابطين.
في عام 2003، نشر كلايد بريستويتس، من معهد الإستراتيجية الاقتصادية كتابًا يتضمن تحليله لما أسماه النزعة العسكرية الاقتصادية في السياسة الخارجية الأمريكية، وتم عرض نقد له في مجلة الإيكونوميست.